# Ремна
Ремна — река в России, протекает в Володарском районе Нижегородской области. Устье реки находится в 12 км по правому берегу реки Сейма. Длина реки составляет 14 км.
Исток реки в болоте Дранка к северу от посёлка Новосмолинский и в 15 км к северо-западу от Володарска. Река течёт на юго-восток по заболоченному лесу, русло извилистое. Впадает в Сейму восточнее посёлка Смолино.

## Данные водного реестра
По данным государственного водного реестра России относится к Окскому бассейновому округу, водохозяйственный участок реки — Ока от города Горбатов до водомерного поста Новинки (устье), речной подбассейн реки — бассейны притоков Оки от Мокши до впадения в Волгу. Речной бассейн реки — Ока.
По данным геоинформационной системы водохозяйственного районирования территории РФ, подготовленной Федеральным агентством водных ресурсов:
- Код водного объекта в государственном водном реестре — 09010301312110000034049
- Код по гидрологической изученности (ГИ) — 110003404
- Код бассейна — 09.01.03.013
- Номер тома по ГИ — 10
- Выпуск по ГИ — 0